# Heteroclypeus
Heteroclypeus es un género de foraminífero bentónico considerado homónimo posterior de Heteroclypeus Cotteau, 1895, y sinónimo posterior de Cycloclypeus de la familia Nummulitidae, de la superfamilia Nummulitoidea, del suborden Rotaliina y del orden Rotaliida. Su especie tipo era Heterostegina cycloclypeus. Su rango cronoestratigráfico abarca desde el Langhiense hasta el Serravalliense (Mioceno medio).

## Clasificación
Heteroclypeus incluía a la siguiente especie:
- Heteroclypeus cycloclypeus †